# Paradoks Downsa-Thomsona
Paradoks Downsa–Thomsona (paradoks Pigou–Knighta–Downsa) – obserwacja mówiąca, że średnia prędkość transportu indywidualnego (podróży samochodem osobowym) jest determinowana przez średnią prędkość od drzwi do drzwi odpowiadającej jej podróży transportem zbiorowym, rozumianym jako strumień ruchu oddzielony od ruchu samochodowego (np. kolejowy, tramwajem z wydzielonym torowiskiem, czy też komunikacja autobusowa na odcinkach z wydzielonym buspasem).
Obserwuje się, że wzrastająca przepustowość dróg nie zawsze prowadzi do wzrostu płynności ruchu, a może prowadzić do znacznego spowolnienia. Zjawisko występuje, gdy podróżujący rezygnują z transportu publicznego na rzecz prywatnego, co może skutkować pogorszeniem częstotliwości kursowania transportu publicznego. W efekcie stymuluje to dalsze decyzje o rezygnacji z transportu zbiorowego aż do osiągnięcia nowego stanu równowagi, w którym tempo podróży jest gorsze od wyjściowego. Zaobserwowano także, że nałożenie opłaty za korzystanie z drogi nie tylko zmniejsza zatłoczenie dróg, ale także zmniejsza ogólne koszty podróży. Podobnym zjawiskiem jest paradoks Braessa, opisujący negatywne skutki budowy nowych dróg w postaci pogorszenia czasu podróży. 
Łącznie z pokrewnym prawem Lewisa-Mogridge'a, zjawisko to wskazuje, że w wielu typowych przypadkach budowa nowych dróg – oraz powiększanie przepustowości istniejących połączeń – w celu rozładowania korków samochodowych, są nie tylko nieefektywne, ale przynoszą rezultaty przeciwne do zamierzonych. Zjawisko zostało szczegółowo opisane przez Martina Mogridge’a na przykładzie Londynu.
Jest to rozwinięcie teorii „potrójnej konwergencji” z pracy Downsa z 1992 r. Proponuje ona wyjaśnienie trudności w usunięciu z autostrad korków związanych z godzinami szczytu. Zgodnie z tą teorią, zwiększenie przepustowości autostrady powoduje wystąpienie trzech efektów paradoksalnie obniżających ogólny dobrobyt: 
- kierowcy używający dotychczas dróg alternatywnych zaczynają korzystać z rozbudowanej autostrady,
- kierowcy do tej pory jeżdżący poza godzinami szczytu zaczynają jeździć w godzinach szczytu, oraz
- użytkownicy transportu publicznego rezygnują z niego na rzecz własnego samochodu[3].

Zjawisko opisane przez paradoks Downsa-Thomsona może odnosić się także do sieci komputerowych.
Paradoks zaobserwował po raz pierwszy Downs, natomiast duży wkład w jego badanie mieli Thompson, Mogridge, Abraham i Hunt oraz Calvert i to ten ostatni sformułował go w obecnej postaci. Paradoks nazwano imieniem Anthony’ego Downsa i J.M. Thomsona. Alternatywna nazwa pochodzi od Downsa oraz Arthura Cecila Pigou, który rozważał ten problem w kontekście zawodności rynku i ekonomii dobrobytu w 1920 r., i Franka Knighta, który uzupełnił analizy Pigou w 1924 r.